# Fraza werbalna
Fraza werbalna, zwana również frazą czasownikową, grupą czasownikową, grupą werbalną lub VP – w gramatykach bezkontekstowych, a zwłaszcza w gramatyce transformacyjno-generatywnej grupa pojęciowa czasowników.

## Budowa frazy werbalnej
W wersji minimalnej grupa może składać się wyłącznie z czasownika:
- Sheila [leftVP]
- VP → V

Czasownik może być opcjonalnie modyfikowany przez przysłówek:
- Sheila [left quicklyVP]
- VP → V (AP)

Przysłówek może pojawiać się po każdej stronie grupy i może być ich dowolna ilość:
- Sheila [often left quicklyVP]
- VP → (AP+) V (AP+)

Czasownik może przyjmować dopełnienie:
- Sheila [frequently kissed her father-in-lawVP]
- VP → (AP+) V (NP) (AP+)

Fraza werbalna z dwoma dopełnieniami w języku angielskim:

## Fraza werbalna w języku francuskim
W języku francuskim fraza werbalna może być w budowana w następujący sposób:
- Wyłącznie za pomocą czasownika. Tworzą ją czasowniki nieprzechodnie, które nie konotują dopełnienia bliższego. Do tej grupy należą takie czasowniki jak m.in. rire, pleurer, dormir, rester: Les enfants [dormentVP][3]
- Za pomocą orzeczenia imiennego. Może być nim rzeczownik bądź przymiotnik. Łącznikami są zwykle: être, paraître, sembler, devenir, avoir l'air itp: Muriel [semble contente de son nouveau travailVP] oraz takie czasowniki jak vivre, mourir, tomber, rester etc.[4]: Elle [vit seuleVP]
- Konstrukcją typu czasownik + (przysłówek) + bezokolicznik, np. w przypadku takich czasowników jak aimer, pouvoir, vouloir, etc[5]: On [peut prendre le métroVP]
- Czasownikiem z dopełnieniem bliższym lub kombinacją dopełnienie bliższe (COD) + dopełnienie dalsze (COI):[6]: Il [raconte souvent des histoires a son amisVP]

Fraza z dwoma dopełnieniami wygląda następująco: